# Saison 2016 de l'équipe cycliste Cannondale-Drapac
La saison 2016 de l'équipe cycliste Cannondale-Drapac est la douzième de cette équipe. L'équipe s'appelle Cannondale du 1er janvier au 30 juin inclus puis prend Cannondale-Drapac comme nouvelle appellation le lendemain lors de la présentation du Tour de France.

## Préparation de la saison 2016

### Sponsors et financement de l'équipe
Le fabricant de cycles Cannondale, devenu sponsor principal de l'équipe en 2015, en est désormais le seul sponsor-titre (rejoint par Drapac à partir du Tour de France).
Le maillot de l'équipe, conçu et fourni par la société Castelli, arbore le vert clair de Cannondale ainsi que le motif argyle (en), récurrent sur les maillots de l'équipe.

### Arrivées et départs
| Arrivées        | Équipe 2015                    |
| --------------- | ------------------------------ |
| Patrick Bevin   | Avanti Racing                  |
| Matti Breschel  | Tinkoff-Saxo                   |
| Simon Clarke    | Orica-GreenEDGE                |
| Lawson Craddock | Giant-Alpecin                  |
| Phillip Gaimon  | Optum-Kelly Benefit Strategies |
| Ryan Mullen     | An Post-ChainReaction          |
| Pierre Rolland  | Europcar                       |
| Toms Skujiņš    | Hincapie Racing                |
| Rigoberto Urán  | Etixx-Quick Step               |
| Wouter Wippert  | Drapac                         |
| Michael Woods   | Optum-Kelly Benefit Strategies |

| Départs             | Équipe 2016            |
| ------------------- | ---------------------- |
| Janier Acevedo      | Jamis                  |
| Thomas Danielson    | suspension             |
| Nathan Haas         | Dimension Data         |
| Lasse Norman Hansen | Stölting Service Group |
| Ryder Hesjedal      | Trek-Segafredo         |
| Ted King            | retraite               |
| Daniel Martin       | Etixx-Quick Step       |
| Matej Mohorič       | Lampre-Merida          |

## Coureurs et encadrement technique

### Effectif
| Cycliste             | Date de naissance | Nationalité      | Équipe 2015                    |  |
| -------------------- | ----------------- | ---------------- | ------------------------------ |  |
| Jack Bauer           | 7 avril 1985      | Nouvelle-Zélande | Cannondale-Garmin              |  |
| Alberto Bettiol      | 29 octobre 1993   | Italie           | Cannondale-Garmin              |  |
| Patrick Bevin        | 2 mai 1991        | Nouvelle-Zélande | Avanti Racing                  |  |
| Matti Breschel       | 31 août 1984      | Danemark         | Tinkoff-Saxo                   |  |
| Nathan Brown         | 7 juillet 1991    | États-Unis       | Cannondale-Garmin              |  |
| André Cardoso        | 3 septembre 1984  | Portugal         | Cannondale-Garmin              |  |
| Simon Clarke         | 18 juillet 1986   | Australie        | Orica-GreenEDGE                |  |
| Lawson Craddock      | 20 février 1992   | États-Unis       | Giant-Alpecin                  |  |
| Joe Dombrowski       | 12 mai 1991       | États-Unis       | Cannondale-Garmin              |  |
| Davide Formolo       | 25 octobre 1992   | Italie           | Cannondale-Garmin              |  |
| Phillip Gaimon       | 28 janvier 1986   | États-Unis       | Optum-Kelly Benefit Strategies |  |
| Alex Howes           | 1er janvier 1988  | États-Unis       | Cannondale-Garmin              |  |
| Benjamin King        | 22 mars 1989      | États-Unis       | Cannondale-Garmin              |  |
| Kristjan Koren       | 25 novembre 1986  | Slovénie         | Cannondale-Garmin              |  |
| Sebastian Langeveld  | 17 janvier 1985   | Pays-Bas         | Cannondale-Garmin              |  |
| Alan Marangoni       | 16 juillet 1984   | Italie           | Cannondale-Garmin              |  |
| Moreno Moser         | 25 décembre 1990  | Italie           | Cannondale-Garmin              |  |
| Ryan Mullen          | 7 août 1994       | Irlande          | An Post-ChainReaction          |  |
| Ramūnas Navardauskas | 30 janvier 1988   | Lituanie         | Cannondale-Garmin              |  |
| Pierre Rolland       | 10 octobre 1986   | France           | Europcar                       |  |
| Kristoffer Skjerping | 4 mai 1993        | Norvège          | Cannondale-Garmin              |  |
| Toms Skujiņš         | 15 juin 1991      | Lettonie         | Hincapie Racing                |  |
| Tom-Jelte Slagter    | 1er juillet 1989  | Pays-Bas         | Cannondale-Garmin              |  |
| Andrew Talansky      | 23 novembre 1988  | États-Unis       | Cannondale-Garmin              |  |
| Rigoberto Urán       | 6 janvier 1987    | Colombie         | Etixx-Quick Step               |  |
| Dylan van Baarle     | 21 mai 1992       | Pays-Bas         | Cannondale-Garmin              |  |
| Davide Villella      | 27 juin 1991      | Italie           | Cannondale-Garmin              |  |
| Wouter Wippert       | 14 août 1990      | Pays-Bas         | Drapac                         |  |
| Michael Woods        | 12 octobre 1986   | Canada           | Optum-Kelly Benefit Strategies |  |
| Ruben Zepuntke       | 19 janvier 1993   | Allemagne        | Cannondale-Garmin              |  |
| Stagiaire            | Date de naissance | Nationalité      | Équipe 2016                    |  |
| Jonathan Dibben      | 12 février 1994   | Royaume-Uni      | Wiggins                        |  |

## Bilan de la saison

### Victoires
| Date       | Course                                                  | Pays             | Classe | Vainqueur            |
| ---------- | ------------------------------------------------------- | ---------------- | ------ | -------------------- |
| 08/01/2016 | Championnat de Nouvelle-Zélande du contre-la-montre     | Nouvelle-Zélande | CN     | Patrick Bevin        |
| 20/02/2016 | 1re étape du Tour du Haut-Var                           | France           | 2.1    | Tom-Jelte Slagter    |
| 06/03/2016 | Grand Prix de l'industrie et de l'artisanat de Larciano | Italie           | 1.1    | Simon Clarke         |
| 16/05/2016 | 2e étape du Tour de Californie                          | États-Unis       | 2.HC   | Benjamin King        |
| 19/05/2016 | 5e étape du Tour de Californie                          | États-Unis       | 2.HC   | Toms Skujiņš         |
| 26/06/2016 | Championnat de Lituanie sur route                       | Lituanie         | CN     | Ramūnas Navardauskas |
| 06/08/2016 | 6e étape du Tour de l'Utah                              | États-Unis       | 2.HC   | Andrew Talansky      |
| 11/08/2016 | 1re étape du Czech Cycling Tour                         | Tchéquie         | 2.1    | Cannondale-Drapac    |
| 08/09/2016 | 5e étape du Tour de Grande-Bretagne                     | Royaume-Uni      | 2.HC   | Jack Bauer           |
| 23/10/2016 | Japan Cup                                               | Japon            | 2.HC   | Davide Villella      |

### Résultats sur les courses majeures
Les tableaux suivants représentent les résultats de l'équipe dans les principales courses du calendrier international (les cinq classiques majeures et les trois grands tours). Pour chaque épreuve est indiqué le meilleur coureur de l'équipe, son classement ainsi que les accessits glanés par Cannondale-Drapac sur les courses de trois semaines.

#### Classiques
| Classique            | Milan-San Remo          | Tour des Flandres     | Paris-Roubaix          | Liège-Bastogne-Liège | Tour de Lombardie   |
| -------------------- | ----------------------- | --------------------- | ---------------------- | -------------------- | ------------------- |
| Coureur (classement) | Tom-Jelte Slagter (14e) | Dylan van Baarle (6e) | Dylan van Baarle (16e) | Alex Howes (21e)     | Rigoberto Urán (3e) |

#### Grands tours
| Grand tour           | Tour d'Italie       | Tour de France       | Tour d'Espagne       |
| -------------------- | ------------------- | -------------------- | -------------------- |
| Coureur (classement) | Rigoberto Urán (7e) | Pierre Rolland (16e) | Andrew Talansky (5e) |
| Accessits            | -                   | -                    | -                    |